# Eupyra affinis
Eupyra affinis là một loài bướm đêm thuộc phân họ Arctiinae, họ Erebidae.